# 土斯科拉縣 (密西根州)
土斯科拉县（英語：Tuscola County）是美國密西根州下半島東部的一個縣，西北臨沙吉諾灣。面積1,480平方公里。根據美國2000年人口普查，共有人口58,266人。縣治卡羅 （Caro）。
成立於1840年4月1日，縣政府成立於1850年3月2日。縣名是印第安詞語Dusinagon（平坦的）和Cola（土地）的合成詞。。